# Assurbanipal
Assurbanipal (Aššur-bāni-apli) (regeerperiode: 669 – rond 630 v.Chr.) was de laatste grote heerser van Assyrië. Zijn oudere broer Shamash-shum-ukin werd onderkoning van Babylon, maar kwam later in opstand. De opstand werd neergeslagen en Shamash-shum-ukin kwam om in de brand die zijn paleis in de as legde. Assurbanipal veroverde ook Egypte tot aan Thebe (ca. 667-664 v.Chr.). Zijn rijk strekte zich uit van Noord-Egypte tot Perzië. Tijdens zijn leven kon hij met moeite zijn rijk samenhouden. De vier jaar durende burgeroorlog met zijn broer had het rijk uitgeput. Het uitgestrekte rijk had ook talrijke vijanden en vooral de Babyloniërs maakten het hem moeilijk. Na zijn dood ging het rijk dan ook binnen korte tijd volledig te gronde. 

## Biografie

Assurbanipal op jacht
British Museum

Assurbanipal beroemde zich op zijn militaire overwinningen, maar in tegenstelling tot eerdere Assyrische koningen leidde hij zijn leger niet zelf in de strijd. Hij liet zich wel krijgshaftig afbeelden in zijn paleis tijdens de leeuwenjacht. Hij beroemde zich erop dat hij kon lezen en schrijven en liet zich ook afbeelden met een stylus in de riem. Toch was het niet uitzonderlijk dat de leden van de Assyrische koninklijke familie leerden lezen en schrijven. Hij was het die opdracht gaf van alle kleitabletten in het zuiden van zijn rijk kopieën te maken en die kopieën naar het noorden te brengen voor de Bibliotheek van Nineve, de eerste bibliotheek uit de geschiedenis, die bovendien voor de assyriologie van onschatbare waarde is. Assurbanipal was zelf een geleerd man en daar was hij ook trots op. In een van zijn inscripties vertelt hij dat hij "ingewikkelde teksten kon lezen waarvan het Sumerisch duister en het Akkadisch moeilijk te begrijpen was". Hoewel Sumerisch al meer dan een millennium een dode taal was, kon hij die taal lezen. Mogelijk was hij tijdens zijn jeugd voorbereid op een taak als priester, daar hij niet de oudste zoon was. Het was de koningin-moeder Naqi'a die de opvolging regelde. Zij plaatste haar kleinzoon Assurbanipal, die eigenlijk aangewezen was om over Babylon te heersen, op de troon in Ninive. 
Babylon en de grote Marduktempel werden hersteld en heropgebouwd door de energieke Esarhaddon en door Assurbanipal. Tegen het midden van de 7e eeuw v.Chr. betekende dit de opkomst van het nieuwe Babylon als een eigen groeiende macht. Zo bleek Assurbanipal dan ten slotte de laatste grote koning van het Nieuw-Assyrische Rijk te zijn.
Hij was getrouwd met koningin Libbali-sharrat.

## Egypte
Assurbanipals vader Esarhaddon had in 671 v.Chr. Egypte veroverd op de Koesjieten. Toen de gevluchte farao Taharqa in opstand kwam en de Assyrische garnizoenen in Egypte aanviel, trok Esarhaddon met zijn leger op naar Egypte maar hij stierf onderweg. Assurbanipal op zijn beurt stuurde een leger naar Egypte om het Assyrische garnizoen in Memphis te ontzetten. De Assyriërs werden versterkt met troepen van hun bondgenoten Judea en Cyprus. In de Slag bij Kar-Banitu in Noord-Egypte werd het leger van de farao verslagen. Taharqa vluchtte naar Thebe en daarna verder naar het zuiden. De Assyriërs herstelden hun gezag in Memphis en namen Egyptische gevangenen mee naar Ninive. Na de dood van Taharqa trok zijn neef, farao Tanutamun, noordwaarts naar Thebe en Memphis. Hij sloeg op de vlucht toen een nieuw Assyrisch leger Egypte naderde. De Assyriërs veroverden Thebe en legden de stad in de as. De Assyriërs installeerden Psammetichus I op de troon van Sais en Memphis.

## Elam

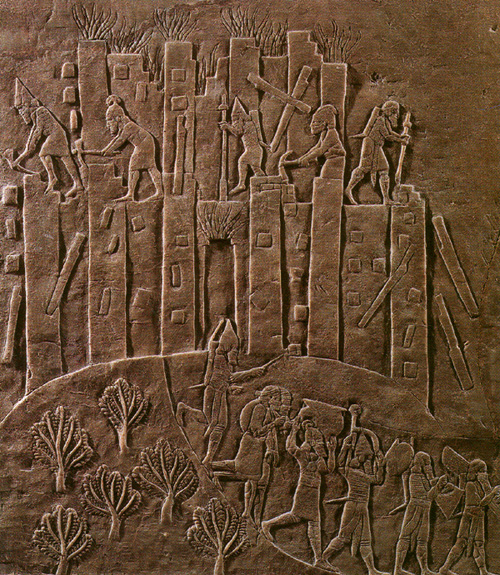
Verwoesting van Susa

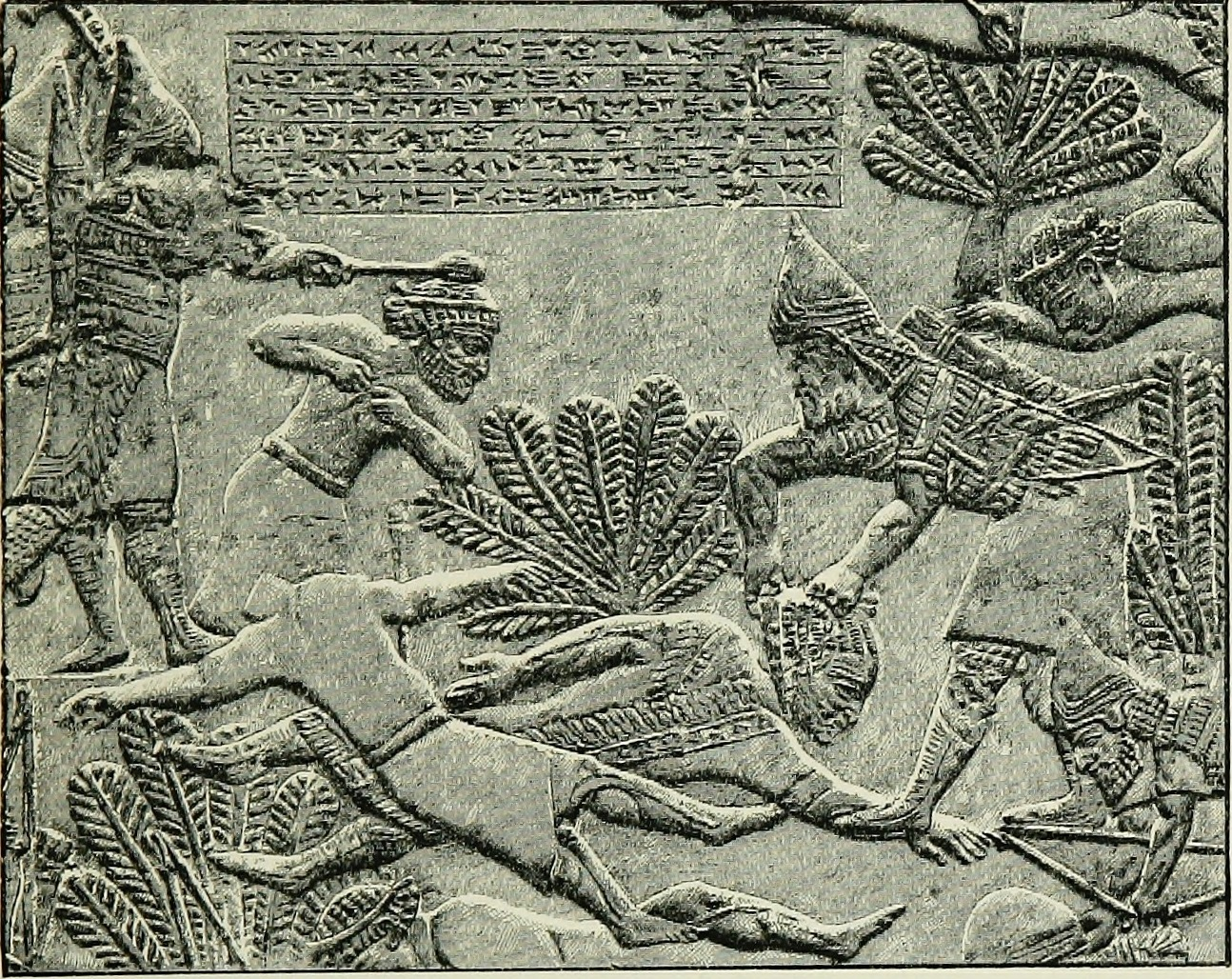
Dood van Teumman en zijn zoon Tammaritu door de Assyriërs onder Assurbanipal, Ninive.

De verhouding met Elam werd steeds slechter tijdens zijn bewind. Aanvankelijk trachtte Assurbanipal de goede betrekkingen met Elam die zijn vader tot stand gebracht had voort te zetten, maar toen hij in Egypte op veldtocht was, vielen de Elamieten Babylonië binnen. Deze invasie werd snel afgeweerd. In de jaren erna kwam Tepti-Humban-Inshushinak (Te'umman) op de Elamitische troon, maar zijn rivalen weken uit naar het Assyrische hof. In 653 v.Chr. viel Te'umman Assyrisch gebied beoosten de Tigris binnen en werd in de Slag van Til-Tuba op de oevers van de Ulai verslagen. Er is een reliëf in het British Museum dat deze slag in beeld brengt. Daarna zette Assurbanipal vazalkoningen op de troon van Elam (Huban-nikash II en Tammaritu I). De Elamieten bleven echter de Babyloniërs steunen.
Toen Shamash-shum-ukin van Babylon tegen zijn broer in opstand kwam, werd hij daarbij geholpen door de Elamieten en de Chaldeeën van het Zeeland onder leiding van Nabu-bel-shumati. De coalitie werd uiteindelijk verslagen. Assurbanipal trachtte nu Tammaritu, een Elamitische prins op de troon van Elam te zetten, maar Humban-Haltash III wist dat te verijdelen en verleende asiel aan de Chaldese rebel Nabû-bēl-šumāti. In een brief, in 1908 uit de privéverzameling geschonken aan het British Museum (BM 132980), die geschreven werd in het eponiem Nabû-nādin-aḫi (wrsch. 647 v.Chr.) richt Assurbanipal zich dreigend aan de 'Oudsten van Elam', mogelijk omdat de koning Huban-haltaš III al op de vlucht was. Hij waarschuwt daarin Elam:

Zend mij Nabû-bēl-šumāti en de zijnen en dan zal ikzelf je jullie goden sturen en vrede sluiten. Echter, als jullie dralen of geen gevolg geven hieraan, dan zweer ik bij Assur en mijn goden dat ik in het teken van de goden ervoor zal zorgen dat jullie toekomst jullie verleden zal zijn.

Er volgde opnieuw oorlog waarin de ene na de andere Elamitische stad ingenomen en geplunderd werd, eindigend in de inname en verwoesting van Susa zelf (646 v.Chr.). De vernietiging van Elam was grondig en er is lange tijd gedacht dat er na deze tijd geen sprake was van een Elamitische staat. Dat is niet helemaal waar, er zijn na deze tijd nog wel een aantal lokale vorsten geweest. De rol van Elam in de grote politiek was echter voorgoed voorbij.

## Arabië
Omdat Arabische stammen van de Qedarieten de handelsroutes verstoorden, stuurde Assurbanipal een leger. Er werden talrijke slaven en kamelen buit gemaakt. De Arabische leiders legden een eed van trouw af aan Assurbanipal, maar enkelen gingen toch een bondgenootschap aan met de Babyloniërs. Terwijl het Assyrische leger campagne voerde in Elam, vielen de Arabieren ook enkele Assyrische steden binnen. De Assyriërs wisten de opstandige leiders gevangen te nemen en ze werden meegevoerd naar Ninive. Een werd levend gevild, een ander moest als een hond een poort bewaken en als een paard de koets van de koning trekken.

## Burgeroorlog
Assurbanipal regeerde in Ninive in Assyrië terwijl zijn oudere broer Shamash-shum-ukin regeerde in Babylonië. Toch lag de eigenlijke heerschappij bij Assurbanipal, die zich ook bemoeide met het bestuur in Babylonië. Shamash-shum-ukin en de Babyloniërs kwamen in opstand wat leidde tot een burgeroorlog die vier jaar duurde. Babylon werd na twee jaar beleg ingenomen, en Shamash-shum-ukin kwam om in de brand van zijn paleis.

## Dood
In de Assyrische bronnen is er geen melding van de dood van Assurbanipal. Hij stierf vermoedelijk in 631 of 630 v.Chr. In een Babylonische inscriptie, van koningin-moeder Addaguppi, is 627 v.Chr. als sterfdatum vermeld, maar deze datum is onbetrouwbaar. Assurbanipal werd opgevolgd door zijn zoon Assur-etil-ilani. Ctesias van Cnidus schreef in de 5e eeuw v.Chr. over de dood van de laatste Assyrische koning Sardanapalus, die zijn paleis met daarin zijn hofhouding in brand stak toen de Babyloniërs op het punt stonden Ninive in te nemen. Deze koning werd vereenzelvigd met Assurbanipal, maar dit verhaal is fictief en mogelijk gebaseerd op het lot van Shamash-shum-ukin.